# Varahamihira
Varahamihira (Sanskriet: Varāhamihira) was een Indiaas geleerde uit de 6e eeuw. Hij is vooral bekend als astronoom, astroloog en wiskundige, maar schreef over uiteenlopende onderwerpen.

## Persoonlijke informatie
Alles dat over Varahamihira bekend is komt uit zijn werken en hindoeïstische en jainistische tradities. Varahamihira's vader zou ook sterrenkundige geweest zijn. Zijn familie was brahmaan maar stamde af van Perzische (zoroastrische) immigranten. Mogelijk leefde Varahamihira in de stad Ujjain, aan het hof van koning Yashodharman van Malwa. De traditie vermeldt dat hij aan het hof van Guptakeizer Chandragupta II leefde, maar dit komt niet overeen met de gegevens uit zijn werken en het geboorte- en sterfjaar dat dezelfde traditie geeft (hij zou van 505 tot 587 geleefd hebben). Het jaar 505 komt overeen met enkele van zijn sterrenkundige waarnemingen. Verder wordt hij door de 7e-eeuwse astronoom Brahmagupta genoemd, zodat duidelijk is dat hij in de 6e eeuw geplaatst moet worden.
Volgens eigen zeggen zou Varahamihira in een plaats met de naam Kapitthaka geboren zijn, maar deze plaats is niet geïdentificeerd. Omdat hij de stad Ujjain veel noemt wordt aangenomen dat hij daar werkte, maar ook voor dat feit bestaat geen sluitend bewijs.
Zijn zoon Prithuyasas was ook een astroloog. Mogelijk was de dichteres en astrologe Khana een schoondochter van Varahamihira.

## Werk
Varahamihira's bekendste werk is de Panchasiddhantika (rond 575), een samenvatting en vergelijking van de vijf belangrijkste sterrenkundige werken uit de tijd. De oudere Indiase sterrenkundige werken die hij als bron gebruikte zijn verloren gegaan. Enkele van deze werken bevatten klassieke Griekse kennis, zoals de epicykeltheorie van Ptolemaeus en berekeningen van maanfasen en eclipsen. Varahamihira gebruikte Griekse gegevens om te berekenen dat de verschuiving van de equinoxen (de precessie) per jaar 50,32 seconden bedraagt. Verder schreef hij invloedrijke teksten over de Indiase astrologie (Jyotisha). De belangrijkste daarvan is de Brihat Jataka, die als een van de vijf belangrijkste teksten uit de hindoeïstische astrologie gezien wordt.
Zijn bijdragen aan de wiskunde waren ook van belang. Hij verbeterde de sinustabellen van Aryabhata. In de trigonometrie ontdekte hij enkele identiteiten die bij astronomische berekeningen van pas komen:
{\displaystyle \sin ^{2}x+\cos ^{2}x=1}
{\displaystyle \sin x=\cos \left({\frac {\pi }{2}}-x\right)}
{\displaystyle {\frac {1-\cos 2x}{2}}=\sin ^{2}x}
Varahamihira was ook een van de eerste wiskundigen die een versie van de driehoek van Pascal gebruikten om binomiaalcoëfficiënten te berekenen. In de optica verklaarde hij reflectie en refractie door licht als deeltjes te zien. Refractie werd volgens hem veroorzaakt door de interactie tussen lichtdeeltjes en het medium waar ze doorheen bewegen.
Varahamihira schreef ook een soort encyclopedie, de Brihatsamhita. Dit werk beschrijft zeer uiteenlopende onderwerpen. Aan bod komen onder andere beschrijvingen van de beweging van de planeten, de vorming van wolken, de bouwkunst, religieuze rituelen, de astrologische tijdstippen voor het sluiten van een huwelijk, de landbouw, de vervaardiging van parfum en een beschrijving van edelstenen en parels.
- Bibsys: 90938656
- Bibliothèque nationale de France: cb104214536 (data)
- CiNii: DA03200312
- Gemeinsame Normdatei: 119297108
- International Standard Name Identifier: 0000 0000 8092 8458
- Library of Congress Control Number: n50053304
- Bibliotheek van het Japanse parlement: 00516731
- Nationale Bibliotheek van Israël: 987007269320305171
- Nederlandse Thesaurus van Auteursnamen: 06916990X
- SNAC: w6qp0c0s
- Système universitaire de documentation: 109396405
- Virtual International Authority File: 13114864